# The Grimm Identity
The Grimm Identity (titulado La Identidad Grimm en las emisiones en español para Hispanoamérica y La identidad del Grimm para España) es el primer episodio de la quinta temporada de la serie de televisión estadounidense de drama sobrenatural y policial Grimm. El guion principal del episodio fue escrito por Jim Kouf y David Greenwalt, mientras que la dirección general estuvo a cargo de Eric Laneuville. 
El episodio se transmitió originalmente el 30 de octubre del año 2015 por la cadena de televisión NBC. En Hispanoamérica el episodio se estrenó el 17 de febrero de 2016 por el canal Universal Channel.
La cuarta temporada terminó en una lucha abierta, con la Resistencia impidiendo que la princesa Diana sea secuestrada por la familia real y Trubel matando a Juliette, cuando esta intentaba a su vez matar a Nick. La quinta temporada comienza inmediatamente después, con la agente Chávez del FBI, secuestrando a Trubel y Nick decidido a rescatarla, aún sin saber que Chávez actúa con la Resistencia. Todo indica que se aproxima una confrontación generalizada. Al finalizar el capítulo nace el hijo de Adalind y Nick.  

## Título y epígrafe

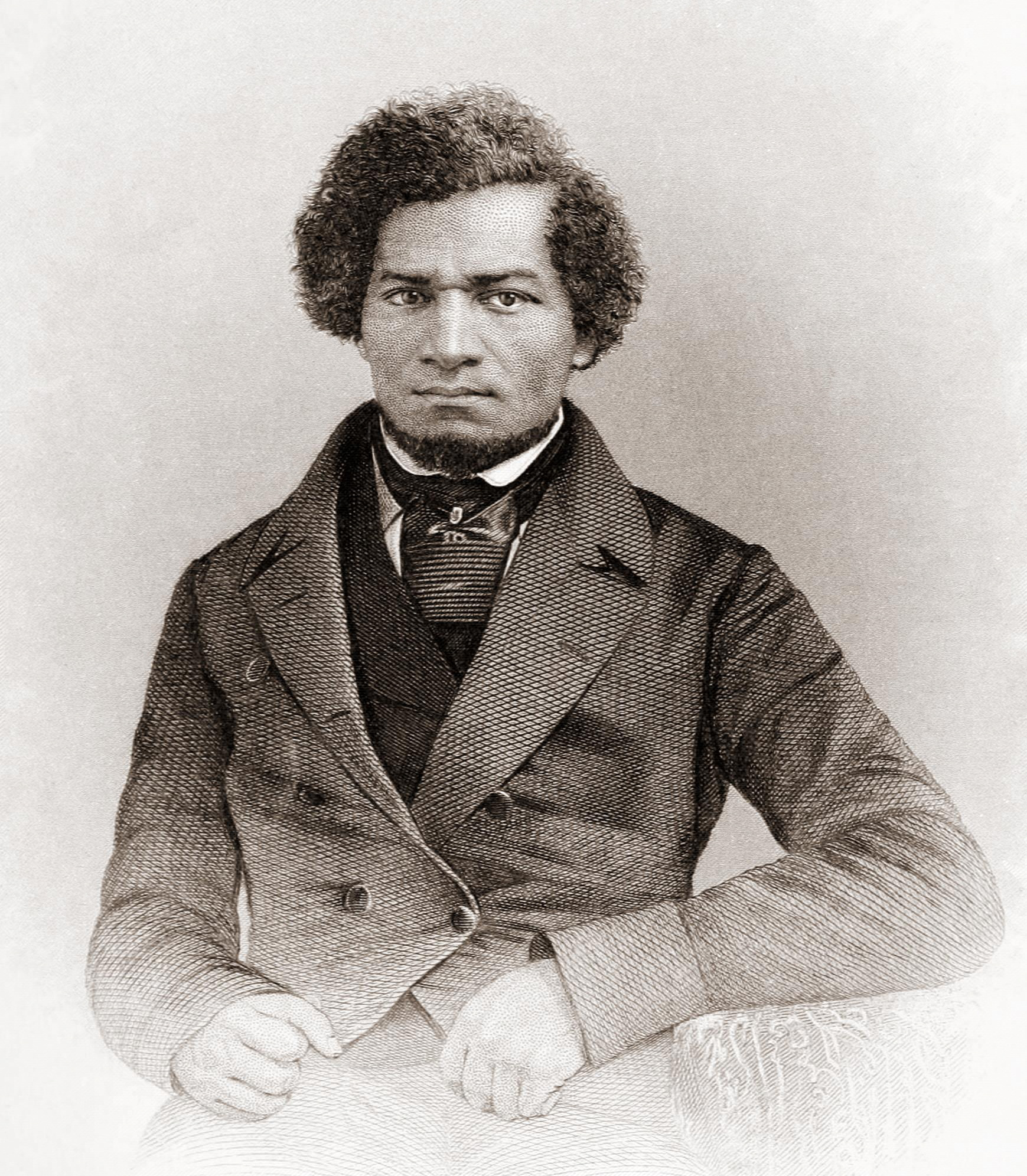
El epígrafe de la serie es una frase de Frederick Douglass, un célebre militante antiesclavista estadounidense, que influyó decisivamente en la identidad negra.

El título, The Grimm Identity (literalmente "La identidad Grimm") -expresión idéntica de la película The Bourne Identity (2002)- se relaciona con el tema de la identidad, constante de la serie y el dilema del protagonista, Nick Burkhardt, quien ya de adulto recibe la noticia por parte de su tía de que él es un grimm, al igual que ella y su madre. Uno de los creadores de la serie, David Greenwalt, ya había declarado en la segunda temporada, que la identidad era un tema central de la serie, pero que estaba referida "no tanto a quién soy como a quién debo ser". La similitud de Grimm con Hamlet, y la identificación entre ambos protagonistas, ha sido señalada por los analistas de la serie. Tanto el epígrafe del capítulo anterior, tomado precisamente de Hamlet ("De ahora en adelante, mis pensamientos serán sangrientos o no tendrán valor"), como el de este capítulo ("No es luz lo que necesitamos, sino fuego") perteneciente a uno de los principales ideólogos de la identidad negra en Estados Unidos, se orientan en el mismo sentido: el estrecho lazo que une la identidad, con el deber y la acción decidida.
El epígrafe es una cita de Frederick Douglass tomada del discurso que pronunciara en Rochester, al día siguiente del Día de la Independencia de los Estados Unidos en 1852, titulado "¿Qué es el 4 de Julio para un esclavo?" ("What to the Slave is the Fourth of July?"), publicado en 1855 en su libro My Bondage and My Freedom:

Original en inglés

"It is not light that we need, but fire."
Versiones en español
Hispanoamérica
Lo que necesitábamos no era luz, sino fuego.
España"No es luz lo que necesitamos, solo fuego".

Douglass nació esclavo en una plantación de algodón en el estado de Maryland, en Estados Unidos, de la que escapó, para convertirse en predicador y militante por la abolición de la esclavitud. En 1845 publicó su célebre libro Narrative of the Life of Frederick Douglass, an American Slave (Relato de la vida de Frederick Douglass, un esclavo americano), una de las obras más influyentes del movimiento antiesclavista estadounidense. La oración fue pronunciada en 1852, cuando la esclavitud era legal en Estados Unidos y antes de la Guerra Civil que llevó a su abolición. Allí Douglass elogió la Independencia de los Estados Unidos pero sostuvo que no era una fecha que él pudiera considerar como propia, debido a la subsistencia de la "esclavitud americana". La frase del epígrafe fue pronunciada cuando promediaba el discurso. Douglass sostuvo que ya no tenía sentido repetir una y otra vez los argumentos que echaban luz ("light") sobre la irracionalidad y la obscenidad que significaba mantener la esclavitud a mediados del siglo XIX, y pronunció a continuación el párrafo en que se encuentra la cita seleccionada en Grimm:

Original
At a time like this, scorching irony, not convincing argument, is needed. O! had I the ability, and could I reach the nation's ear, I would, to-day, pour out a fiery stream of biting ridicule, blasting reproach, withering sarcasm, and stern rebuke. For it is not light that is needed, but fire; it is not the gentle shower, but thunder. We need the storm, the whirlwind, and the earthquake. The feeling of the nation must be quickened; the conscience of the nation must be roused; the propriety of the nation must be startled; the hypocrisy of the nation must be exposed; and its crimes against God and man must be proclaimed and denounced.
Traducción
En momentos como este, se necesita la ironía mordaz, no el argumento convincente. Oh! ¿Tendré la habilidad y podré llegar el oído de la nación? Hoy derramaré una feroz corriente de cáustico ridículo, explosivo reproche, árido sarcasmo y severa reprimenda. Porque no es luz lo que se necesita, sino fuego; no es la suave llovizna, sino el trueno. Necesitamos la tormenta, la tromba y el terremoto. El sentimiento de la nación debe ser apurado; la conciencia de la nación debe ser despertada; el decoro de la nación debe ser sacudido; la hipocresía de la nación debe ser expuesta; y sus crímenes contra Dios y el hombre deben proclamarse y denunciarse.

## Argumento

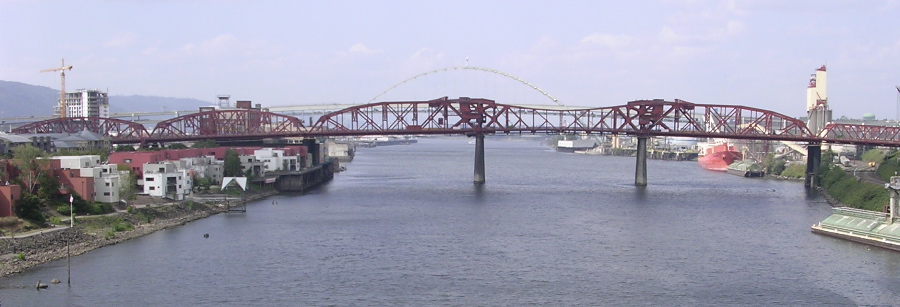
La escena final del capítulo termina con una imagen nocturna del famoso puente Broadway de Portland y una misteriosa garra rasgando la escena.

La cuarta temporada había terminado en una lucha abierta, con la Resistencia impidiendo que la princesa Diana sea secuestrada por la familia real y Trubel matando a Juliette, cuando esta intentaba a su vez matar a Nick, luego de que decapitaran a Kelly, la madre de Nick. 
La quinta temporada comienza inmediatamente después, con la agente Chávez del FBI, secuestrando a Trubel y Nick decidido a rescatarla. Pese a los riesgos de enfrentarse al FBI, Nick confronta a Chávez en su oficina del FBI y está a punto de ser arrestado por las autoridades federales por atacar a uno de sus agentes. Sin oír las advertencias, Nick secuestra a Chávez y la encierra en el sótano del negocio de hierbas de Rosalee. Chávez se da cuenta entonces que Nick realmente es un grimm, y entra en contacto con los demás miembros del grupo de Nick. Decide entonces llevarlo a conocer a los miembros de la organización secreta a la que pertenece, "mucho más seria que el FBI". Chávez habla por teléfono con su organización y les confirma que Nick es un grimm. Cuando Chávez y Nick llegan al punto de encuentro, todos los miembros del grupo de la agente están muertos y una gran cantidad de wesens los atacan. Nick los vence, pero Chávez es herida mortalmente, diciéndole antes de morir: "Se están alzando en todas partes. Es la guerra". Suena entonces el teléfono de la agente Chávez y Nick lo atiende. De otro lado está Meisner, uno de los líderes de la Resistencia, que el día anterior había recuperado a la princesa Diana, tirando del avión al rey.
Simultáneamente Adalind empieza el trabajo de parto. A pesar de los serios conflictos que está enfrentando, Nick se hace tiempo para acompañar a Adalind y estar presente en el parto: resulta ser un varón. En una de las últimas escenas, Nick toma a su hijo en brazos y se compromete a ser su padre, cuando Adalind le dice el nombre que ha decidido ponerle: Kelly.

## Elenco regular
- David Giuntoli como Nick Burkhardt.
- Russell Hornsby como Hank Griffin.
- Silas Weir Mitchell como Monroe.
- Sasha Roiz como el capitán Renard.
- Bree Turner como Rosalee Calvert.
- Claire Coffee como Adalind Schade.
- Reggie Lee como el sargento Wu.